# Calotta glaciale antartica

In questa mappa è possibile osservare l'estensione della catena dei monti Transantartici, che dividono in due la calotta antartica.

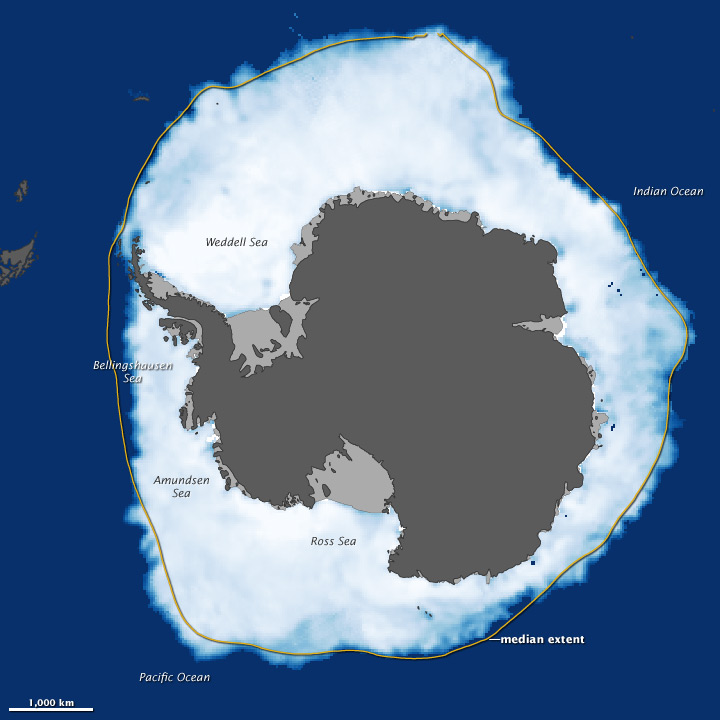
In quest'immagine è possibile vedere la distizione tra la calotta continentale antartica, in grigio scuro, la massa delle piattaforme glaciali, in grigio chiaro, e la banchisa antartica, in bianco.

La calotta glaciale antartica copre circa il 98% del continente antartico e, con un'area di circa 12,3 milioni di chilometri quadrati e un volume di 26,5 milioni di chilometri cubi, equivalenti a circa il 61% di tutta l'acqua dolce della Terra, è il corpo di ghiaccio più grande del pianeta.
La calotta, il cui spessore medio totale è di circa 2 chilometri, non si presenta del tutto continua in virtù della presenza dei monti Transantartici che, attraversando l'intero continente, la separano di fatto in due calotte glaciali, quella dell'Antartide Occidentale e quella dell'Antartide Orientale.
L'unica altra calotta glaciale attualmente esistente sulla Terra è la calotta glaciale groenlandese, nell'Artide, grande circa due volte la calotta antartica occidentale, ma molto più piccola rispetto a quella orientale, che risulta essere 10 volte più vasta della calotta occidentale. Grazie a quest'ultimo fatto e alla sua maggior elevazione rispetto al livello del mare, la calotta glaciale dell'Antartide Orientale risulta meno vulnerabile ai cambiamenti climatici rispetto a quella occidentale.
Nel XX secolo, la calotta antartica è stata uno dei pochi posti sulla Terra a mostrare un raffreddamento limitato anziché un riscaldamento, ciò nonostante, dagli anni 1950 al 2000, la calotta glaciale dell'Antartide Occidentale si è riscaldata di oltre 0,1 °C a decennio, producendo una tendenza al riscaldamento medio di più di 0,05 °C a decennio in tutto il continente a partire dal 1957. Dopo il 2000, il riscaldamento della calotta occidentale è rallentato e anche la calotta orientale ha iniziato a mostrare una chiara tendenza al riscaldamento; tuttavia, a partire dall'inizio degli anni 2020 è stato registrato un aumento nella sua massa a causa dell’aumento delle precipitazioni che congelano sulla sua parte superiore; tale aumento, comunque, non compensa la perdita di ghiaccio subita dai ghiacciai dell'Antartide Occidentale, tra cui spiccano quelle del Thwaites e del Pine Island.
Secondo alcuni studi, entro il 2100, la perdita netta di ghiaccio dal solo Antartide potrebbe aggiungere circa 11 cm all'innalzamento globale del livello del mare. A ciò va aggiunto che, poiché buona parte della calotta occidentale si trova al di sotto del livello del mare – arrivando a 2 540 metri sotto al livello del mare presso la fossa subglaciale di Bentley – essa risulta vulnerabile all'instabilità della calotta glaciale marina, che risulta piuttosto difficile da simulare nei modelli della calotta glaciale. Se tale instabilità dovesse innescarsi prima del 2100, essa potrebbe aumentare l'innalzamento globale del livello del mare causato dalla sopraccitata perdita di ghiaccio antartico di decine di centimetri, in particolare con un elevato riscaldamento generale. Peraltro, la perdita di ghiaccio dal continente genera nuova acqua di disgelo a un ritmo di 1 100-1 500 miliardi di tonnellate all'anno, e quest'ultima, diluendo la salinità dell'acqua di fondo antartica, potrebbe portare all'inversione della circolazione termoalina. Questo fenomeno potrebbe contribuire, nel corso dei secoli, al collasso dell'intera calotta glaciale marina - vale a dire di quella parte di calotta glaciale la cui base poggia su una superficie posta al di sotto del livello del mare -, con un aumento globale del livello del mare stimato in 3,4 metri, se non dell'intera calotta antartica occidentale, il che porterebbe l'innalzamento globale a 4,3 metri.
Secondo recenti scoperte, anche nell’Antartide Orientale la percentuale di ghiaccio che si trova sotto il livello del mare è piuttosto considerevole, tanto che l'innalzamento del livello del mare corrispondente a un suo totale scioglimento sarebbe a pari a 19,2 metri, una quantità enorme, ma comunque molto inferiore ai 53,3 metri di aumento che si otterrebbero con lo scioglimento dell'intera calotta glaciale orientale.
La ricerca paleoclimatica e il miglioramento dei modelli mostrano che è molto probabile che la calotta glaciale dell'Antartide occidentale scomparirà in un lasso di tempo compreso tra i 2 000 e i 13 000 anni, anche se il riscaldamento globale non progredirà ulteriormente, e che solamente il ritorno a una temperatura inferiore di almeno 2 °C a quella del 2020 potrebbe salvarla. Tuttavia, diversi secoli di emissioni elevate potrebbero abbreviare la vita della calotta occidentale a soli 500 anni. Per quanto riguarda la calotta orientale, invece, la sua stabilità e vastità fanno sì che il suo completo scioglimento richiederebbe un riscaldamento globale compreso tra 5 e 10 °C e un minimo di 10 000 anni.

## Geografia

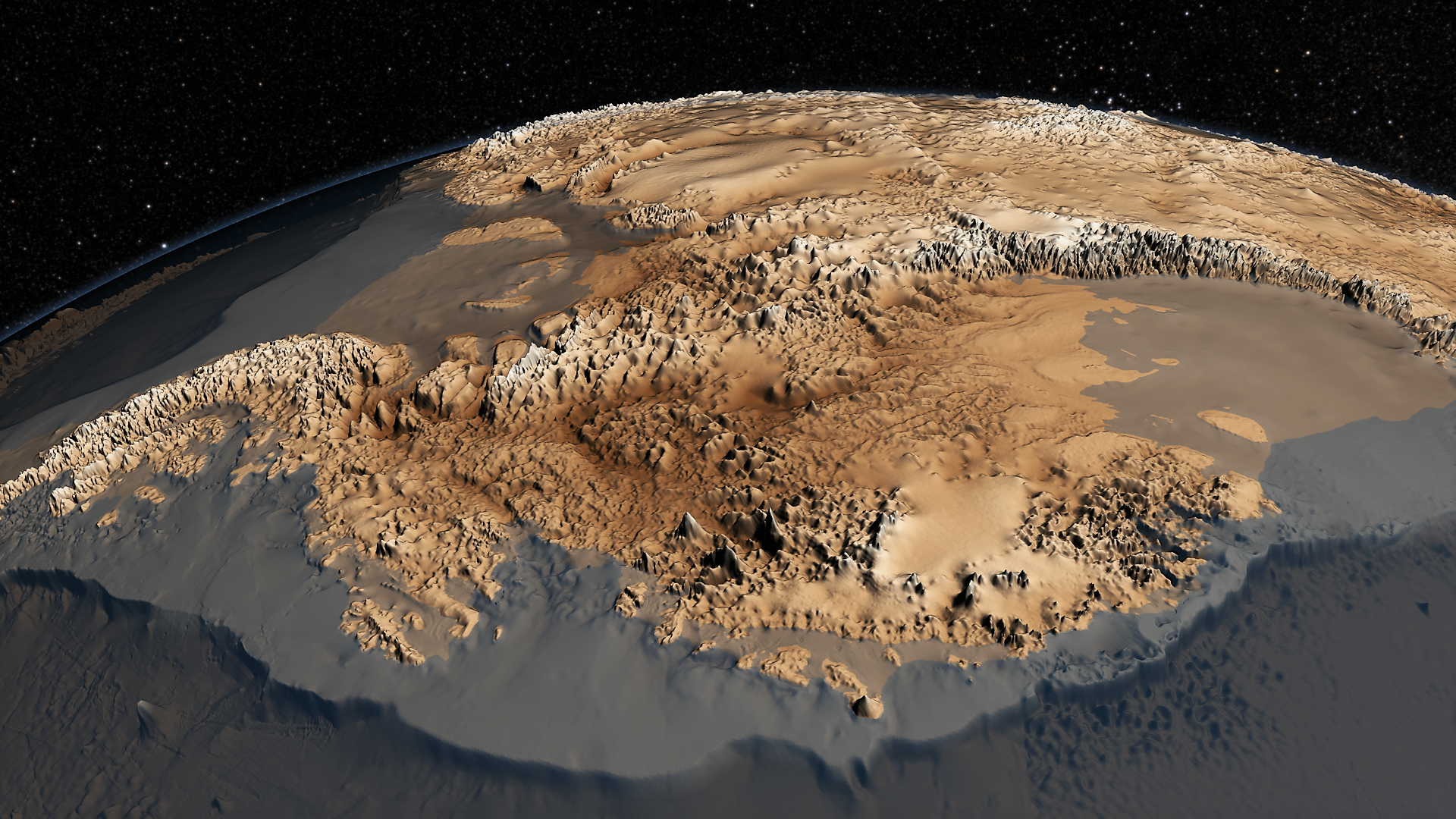
La topografia del continente antartico al di sotto della calotta glaciale.

Come detto, la calotta glaciale antartica copre un'area di circa 12,3 milioni di chilometri quadrati, con uno spessore medio di circa 2 km e un volume di 26,5 milioni di chilometri cubi, il che, dato il peso specifico del ghiaccio, porta a stimare che essa pesi 24,6 milioni di miliardi tonnellate.
La calotta glaciale antartica è attraversata dai monti Transantartici, una catena montuosa lunga oltre 3500 km, che la dividono in due sezioni disuguali: la calotta glaciale dell'Antartico Orientale e la più piccola calotta glaciale dell'Antartico Occidentale. Alcune fonti, poi, distinguono la calotta glaciale occidentale dalla calotta glaciale della penisola Antartica, che risulta essere decisamente più piccola rispetto alle altre due.
La calotta occidentale ha una superficie di poco inferiore a 1970000 km², uno spessore medio di circa 1,05 km, con un massimo di circa 2 km, un volume di circa 3100000 km³ di ghiaccio, di cui 1,1 milioni al di sotto del livello del mare; il ghiaccio che la compone giace su una superficie posta prevalentemente al disotto del livello del mare, costituendo quindi una cosiddetta "calotta glaciale marina". Considerando la conformazione dell'Antartide Occidentale, in assenza della calotta glaciale esso sarebbe per la quasi totalità sommerso dal mare. Ciò fa sì che la calotta occidentale possa essere classificata come un'enorme calotta glaciale marina i cui bordi confluiscono per lo più in enormi piattaforme glaciali, tra cui spiccano la barriera di Ross e la piattaforma glaciale Filchner-Ronne.
La calotta orientale ha invece una superficie di poco inferiore a 10200000 km², uno spessore medio di circa 2,2 km, con un massimo di circa 4,9 km, e un volume di oltre 23 milioni di chilometri cubi. La calotta orientale giace per la maggior parte su suolo posto al di sopra del livello del mare, tuttavia, rilevamenti effettuati nel 2019 nel progetto BedMachine Antarctica, hanno rivelato che proprio nell'Antartide Orientale è presente il punto più basso della superficie terrestre non coperto da acqua, sito in particolare sotto il flusso del ghiacciaio Denman, a oltre 3500 m sotto il livello del mare. Anche lungo i confini della calotta orientale sono presenti piattaforme glaciali, sebbene molto più piccole e meno numerose delle precedenti, quali ad esempio la Shackleton e la Amery; quest'ultima, in particolare, è alimentata dal flusso del più grande ghiacciaio del mondo, il Lambert.

## Storia
La formazione di ghiaccio sull'Antartide iniziò nel tardo Paleocene o nel medio Eocene, ossia tra i 60 e i 45,5 milioni di anni fa, per poi intensificarsi circa 34 milioni di anni fa, durante la Grande Coupure, come è conosciuto il grande evento di estinzione avvenuto nella transizione dall'Eocene superiore all'Oligocene inferiore. Allora, i livelli di anidride carbonica nell'atmosfera erano di circa 760 ppm, ossia diverse migliaia di ppm in meno rispetto ai livelli precedenti. Tale diminuzione, che arrivò a un punto critico di 600 ppm circa 32,8 milioni di fa, fu l'agente principale che intensificò la glaciazione antartica, favorita anche da un periodo in cui l'orbita terrestre favorì estati fresche e, si ritiene, dall'apertura del passaggio di Drake.
Durante l'epoca calda del primo Pliocene, ossia cinque o tre milioni di anni fa, la calotta glaciale dell'Antartide Occidentale diminuì leggermente, e in quel periodo si aprì il Mare di Ross; la calotta glaciale orientale, invece, non subì alcun calo significativo.
Circa 1,07 milioni di anni fa e poi anche durante il periodo Eemiano, circa 130 000 anni fa, l'estensione della calotta occidentale si era ridotta a tal punto che erano rimaste solo calotte glaciali minori e isolate. Circa 80 000 anni fa, poi, le dimensioni della calotta occidentale erano paragonabili a quelle attuali, ma in seguito divennero sostanzialmente più grandi, fino a raggiungere i margini della piattaforma continentale antartica durante l'Ultimo massimo glaciale, circa 30 000 anni fa. Dopodiché, si è ridotta al suo stato preindustriale, circa 3 000 anni fa.
La calotta orientale, invece, diminuì sostanzialmente la propria estensione durante il medio Miocene, circa 15 milioni di anni fa, ma iniziò a riprendersi circa 13,96 milioni di anni fa. Da allora, è rimasta sostanzialmente stabile, sperimentando cambiamenti "minimi" nella sua estensione superficiale negli ultimi 8 milioni di anni, assottigliandosi di meno di 50 metri rispetto all'Ultimo massimo glaciale.

## Riscaldamento della calotta glaciale antartica

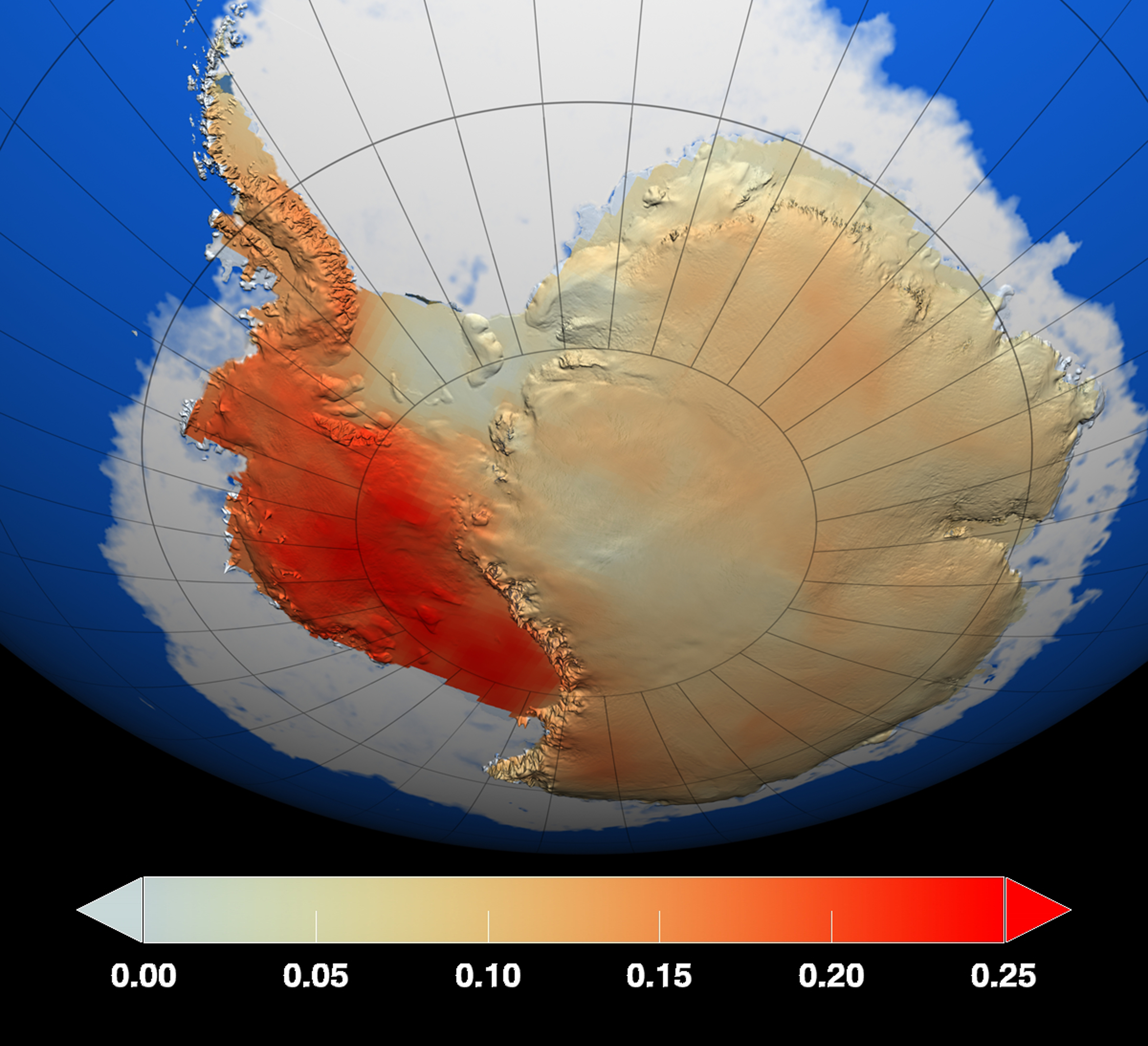
In questa mappa sono mostrati gli aumenti della temperatura del continente antartico in °C/decade

L'Antartide è il continente più freddo e secco della Terra, nonché quello con l'elevazione media più elevata, inoltre, esso è circondato dall'oceano Antartico, che è di gran lunga l'oceano che più risulta efficace nel dissipare il calore. Ciò fa sì che le tendenze della temperatura globale emergano più lentamente e meno potentemente in Antartide che altrove, come peraltro previsto anche dai primi modelli climatici.
A partire dal 2009, la ricerca è stata finalmente in grado di combinare i dati storici delle relativamente poche stazioni meteorologiche presenti in Antartide fino alla fine del XX secolo, con le misurazioni satellitari, iniziate solamente nel 1981, così da ottenere dati di temperatura coerenti e retrodatabili fino al 1957. Il risultato è stata la dimostrazione che l'intero continente antartico ha subito un riscaldamento maggiore di 0,05 °C/decennio dal 1957 al 2000, con un raffreddamento nell'Antartide Orientale compensato dall'aumento medio della temperatura di almeno 0,176±0,06 °C per decennio nell'Antartide occidentale. Ricerche successive hanno poi confermato un chiaro riscaldamento dell'Antartide Occidentale nel XX secolo, ricalcolando però l'entità di tale riscaldamento. Così, studi effettuati su carote di ghiaccio provenienti dalla calotta occidentale e pubblicati nel 2012-3 hanno aumentato le cifre a circa 0,46 °C per decennio. Nel 2022, poi, un altro studio ha ridotto il riscaldamento dell'area centrale della calotta glaciale occidentale tra il 1959 e il 2000 a 0,31 °C per decennio, attribuendolo in modo definitivo all'aumento delle concentrazioni di gas serra causato dall'attività umana.
Dopo il 2000, i cambiamenti locali nella circolazione atmosferica come l'Oscillazione Pacifica Interdecadale o la Modalità anulare meridionale, che si riferisce allo spostamento nord-sud dei venti occidentali portatori di pioggia e dei sistemi meteorologici nell'Oceano Antartico rispetto alla posizione abituale, hanno rallentato o addirittura invertito parzialmente il riscaldamento dell'Antartide occidentale tra il 2000 e il 2020, con la penisola Antartica che ha sperimentato un raffreddamento a partire dal 2002. Sebbene una variabilità nella circolazione sia naturale, la Modalità anulare meridionale (in inglese: Southern Annular Mode, SAM), altrimenti detta "oscillazione Antartica", era stata in precedenza al suo più alto livello degli ultimi 600 anni non tanto per via del cambiamento climatico, quanto piuttosto della riduzione dello strato di ozono atmosferico, quindi, quando lo strato di ozono ha iniziato a ripristinarsi in seguito alla messa in opera del protocollo di Montréal, firmato nel 1987, è avvenuta un'inversione della SAM, peraltro prevista da diversi studi, e, a seguito di tali inversioni, sempre tra il 2000 e il 2020, l'interno dell'Antartide Orientale ha mostrato un chiaro riscaldamento. In particolare, il Polo Sud si è riscaldato di 0,61±0,34 °C per decennio tra il 1990 e il 2020, ovvero tre volte la media globale. La tendenza al riscaldamento in tutto l'Antartide è quindi continuata anche dopo il 2000 e, nel febbraio 2020, il continente ha registrato la sua temperatura più alta, pari 18,3 °C, un grado in più rispetto al precedente record di 17,5 °C del marzo 2015.
I modelli prevedono che nello scenario di cambiamento climatico più sfavorevole, noto come RCP8.5, le temperature in Antartide aumenteranno in media di 4 °C entro il 2100, il che sarà accompagnato da un aumento del 30% delle precipitazioni e da una diminuzione del 30% del ghiaccio marino totale. Dall'inizio degli anni 2020, la ricerca considera RCP8.5 molto meno probabile rispetto agli scenari più "moderati" come RCP 4.5, che si trova tra il caso peggiore e il raggiungimento degli obiettivi dell'accordo di Parigi del 2015.

## Accumulo e perdita di ghiaccio
Gli andamenti contrastanti della temperatura in alcune parti dell'Antartide fanno sì che in alcune zone la calotta glaciale perda massa, in particolare sulle coste, e che in altre, più nell'entroterra, essa continua a crescere, rendendo quindi piuttosto arduo stimare una tendenza media. Nel 2018, una revisione sistematica di tutti gli studi e i dati precedentemente raccolti condotta dall'Ice Sheet Mass Balance Inter-comparison Exercise (IMBIE) ha stimato un aumento della perdita di massa annuale della calotta glaciale occidentale da 53±29 miliardi di tonnellate nel 1992 a 159±26 miliardi di tonnellate negli ultimi cinque anni di studio. Nella Penisola Antartica, lo studio ha stimato una perdita di 20±15 miliardi di tonnellate all'anno, con un aumento della perdita di circa 15 miliardi di tonnellate all'anno dopo il 2000, con un ruolo significativo svolto dalla distruzione delle piattaforme di ghiaccio, ad esempio quella della Larsen. Secondo la stima, i dati complessivi indicavano che tra il 1992 e il 2017, l'Antartide avesse perso 2720±1390 miliardi di tonnellate di ghiaccio, con un tasso medio di 109±56 miliardi di tonnellate all'anno. Tuttavia, un'analisi del 2021 dei dati provenienti da quattro diversi sistemi satellitari di ricerca (Envisat, European Remote-Sensing Satellite, GRACE e GRACE-FO e ICESat) ha ridimensionato le stime, indicando una perdita di massa annua di circa 12 miliardi di tonnellate dal 2012 al 2016, in virtù di un aumento di ghiaccio nella calotta orientale molto maggiore di quanto stimato, che aveva compensato la maggior parte delle perdite dall'Antartide Occidentale. Tale aumento della massa della calotta glaciale orientale nonostante il riscaldamento, è dovuto agli effetti dei cambiamenti climatici sul ciclo dell'acqua; essi infatti portano a un aumento delle precipitazioni sulla superficie della calotta, apportando quindi acqua liquida che poi, congelando, si trasforma in ghiaccio ed aumenta la massa della calotta.

### Evoluzione nel breve periodo
Si prevede che entro il 2100, la perdita netta di ghiaccio dalla sola Antartide aggiungerà circa 11 cm all'innalzamento globale del livello del mare. Tuttavia, processi come l'instabilità della calotta glaciale marina, che descrive la possibilità che correnti di acqua calda entrino tra il suolo e la base della calotta glaciale una volta che questa, a causa del suo scioglimento superficiale, non è più abbastanza pesante da mantenere all'esterno tali flussi, e l'instabilità delle scogliere di ghiaccio marine, che descrive invece una situazione in cui scogliere di ghiaccio subaereo che superano i ~90 metri di altezza collassano sotto il proprio peso, diminuendo quindi il peso della calotta e aumentandone l'instabilità, con il rischio di innescarne un incontrollato e veloce ritiro, potrebbero far sì che l'Antartide Occidentale produca un aumento del livello del mare maggiore di diverse decine di centimetri rispetto agli 11 previsti, con stime redatte dal Gruppo intergovernativo sul cambiamento climatico che parlano di un aumento dovuto alla sola calotta antartica di 41 cm nello scenario a basse emissioni e di 57 cm nello scenario ad alte emissioni.
Uno studio del 2021 ha mostrato che, se gli accordi di Parigi saranno rispettati e il riscaldamento globale sarà limitato a 2 °C, la perdita di ghiaccio della calotta antartica continuerà allo stesso ritmo del 2020 per il resto del secolo, ma se verrà invece mantenuta l'odierna traiettoria che condurrà a un aumento di 3 °C, allora la velocità di tale perdita accelererà dopo il 2060, con un aumento del livello del mare di 0,5 cm all'anno entro il 2100.

### Evoluzione nel lungo periodo
L'innalzamento del livello del mare continuerà ben dopo il 2100, ma potenzialmente a ritmi molto diversi. Secondo i più recenti rapporti del Gruppo intergovernativo sui cambiamenti climatici, nello scenario a basse emissioni si registrerà un aumento medio di 16 cm con un rialzo massimo di 37 cm, mentre lo scenario a emissioni più elevate porta a un aumento medio di 1,46 m metri, con un minimo di 60 cm e un massimo di 2,89 m.
Su scale temporali ancora più lunghe, il collasso della calotta glaciale marina dell'Antartide Occidentale è considerato praticamente inevitabile, non solo per la già citata vulnerabilità della calotta glaciale marina, ma anche per l'elevato tasso di riscaldamento che sembra stia interessando il mare di Amundsen. Secondo diverse stime, il suo scioglimento, che sembra sia già avvenuto durante il periodo Eemiano, circa 130 000 anni fa, quando le temperature erano simili a quelle dell'inizio del XXI secolo, si protrarrà per un tempo compreso tra i 2 000 e i 13 000 anni e porterà a un aumento del livello del mare di circa 3,3 metri, a cui si aggiungerà un ulteriore innalzamento di un metro che perdurerà per un migliaio di anni a causa del rimbalzo isostatico della terra posta sotto la calotta glaciale estinta. Quello che rimarrà saranno soltanto isolate calotte glaciali montane che, non essendo a contatto con l'acqua, sono meno vulnerabili.
Secondo uno studio, l'unico modo per fermare la perdita di ghiaccio dall'Antartide Occidentale, una volta innescata, sarebbe quello di abbassare la temperatura globale a 1 °C al di sotto del livello preindustriale, vale a dire inferiore di 2 °C rispetto alla temperatura del 2020.
Qualora il riscaldamento del pianeta dovesse rimanere a livelli elevati per un lungo periodo, allora la calotta glaciale dell'Antartide Orientale finirebbe per diventare la principale causa dell'innalzamento del livello del mare per il semplice fatto che contiene molto più ghiaccio di qualsiasi altro corpo glaciale esistente. In primo luogo, ci sarebbe una forte erosione nei cosiddetti bacini subglaciali, come il ghiacciaio Totten e il bacino di Wilkes, entrambi posti sotto il livello del mare, che, secondo le stime, sarebbero destinati a scomparire una volta che il riscaldamento globale raggiungesse i 3 °C, sebbene l'intervallo di temperatura plausibile sia compreso tra i 2 e i 6 °C, in un intervallo di tempo compreso tra i 2 000 e i 10 000 anni. A seconda del modello di calotta glaciale utilizzato, il completo scioglimento dei bacini subglaciali orientali porterebbe a un aumento del livello del mare compreso tra 1,4 e 6,4 metri, a cui si aggiungerebbe un ulteriore innalzamento di 8 e 57 cm rispettivamente a causa del rimbalzo post glaciale.
L'intera calotta glaciale orientale contiene abbastanza ghiaccio da far innalzare il livello globale del mare di 53,3 m. Uno studio del 2022, che ha comportato la valutazione approfondita dei punti di non ritorno nel sistema climatico, ha concluso che molto probabilmente la calotta glaciale orientale scomparirebbe completamente solo una volta che il riscaldamento globale avesse raggiunto circa 7,5 °C e impiegando un tempo stimabile in 10 000 anni. Se dovesse scomparire, il cambiamento nella retroazione ghiaccio-albedo aumenterebbe la temperatura globale di 0,6 °C, mentre le temperature regionali aumenterebbero di circa 2 °C.

## Dinamica

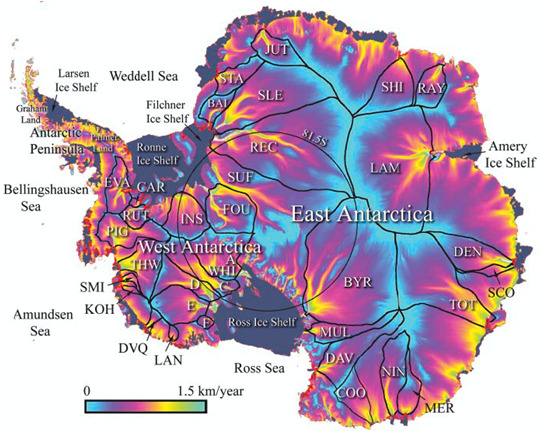
I diversi flussi glaciali della calotta antartica, con i loro bacini di drenaggio e le loro velocità

La calotta glaciale antartica è animata da una complicata rete di flussi glaciali, ossia di canali dove il ghiaccio si muove più velocemente rispetto al ghiaccio circostante, in continua evoluzione, la cui dinamica è oggetto di studi e ricerche. Comportandosi come veri e propri fiumi di ghiaccio in movimento, i flussi drenano amplissime aree di territorio, venendo alimentati dai flussi di altri ghiacciai, che costituiscono dei veri e propri tributari, il cui moto, guidato dalla gravità, è controllato principalmente dalla temperatura e dalla solidità delle loro basi, due fattori che, essendo influenzati da diversi processi, nonché dalla geomorfologia del suolo su cui si muovono i flussi, fanno sì che l'attività di questi ultimi abbia un comportamento ciclico, con lunghi periodi di inattività.
I flussi glaciali terminano il proprio corso in mare, andando ad alimentare enormi piattaforme glaciali, tra cui svettano la barriera di Ross, in cui convergono i flussi provenienti dall'intera Dipendenza di Ross, e la Filchner-Ronne, entrambe nell'Antartide Occidentale. Tali piattaforme, con la loro massa, fungono da freno allo scorrere degli stessi flussi che le alimentano; proprio per questo, la loro frammentazione e disintegrazione comportano un aumento della velocità di scorrimento dei flussi glaciali.
Per quanto riguarda la calotta occidentale, i due più grandi flussi che la percorrono sono il ghiacciaio Pine Island e il ghiacciaio Thwaites, che si riversano nel mare di Amundsen, dove arrivano dopo aver spazzato una superficie pari a 175000 km² e 192000 km² rispettivamente, ossia a circa il 19% della calotta occidentale, e il cui monitoraggio, effettuato negli ultimi anni, ha rivelato una velocità di scorrimento pari a circa 10 metri al giorno e in aumento, sintomo di un aumento della velocità di scioglimento del ghiaccio di cui sono composti.
Secondo alcuni studi, proprio il fatto che il Thwaites e il Pine Island non terminino in una piattaforma glaciale, facendo sì che essi siano protetti dalle acque dell'oceano, potrebbe rappresentare una debolezza interna alla calotta occidentale. Inoltre, sebbene la superficie del Pine Island sia sopra il livello del mare, la sua base si trova al di sotto di questa e declina man mano che ci si sposta verso l'entroterra, suggerendo quindi che non esistano barriere geologiche che possano fermare il ritiro dei ghiacci una volta che questo abbia avuto inizio.

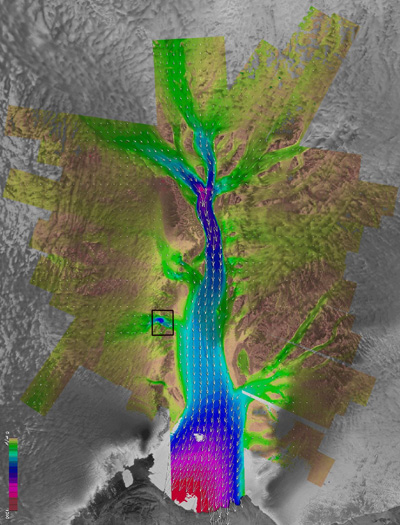
Questa immagine NASA mostra le diverse velocità di scorrimento del ghiacciaio Lambert.
Aree marroni — fino a 50 m all'anno.
Aree verdi — fino a 250 m all'anno.
Aree blue — fino a 500 m all'anno.
Aree viola — circa all'anno.
Aree rosse — fino a all'anno.

Nella calotta orientale si trova invece il più grande dei flussi glaciali antartici, quello del ghiacciaio Lambert, il più grande ghiacciaio del mondo, che termina nella piattaforma Amery  ed ha un bacino di drenaggio di circa 1500000 km² di superficie. La stabilità della calotta orientale si rispecchia anche nella più bassa velocità di scorrimento dei flussi di ghiaccio che la popolano; il Lambert, ad esempio, pur non avendo una velocità uniforme lungo il proprio percorso, raggiunge una velocità massima di 1 200 metri all'anno, ossia circa 3,3 metri al giorno.